# Grothusenkoog
Grothusenkoog (Grothusen Kog en danois) est une commune du Schleswig-Holstein, en Allemagne.

## Géographie

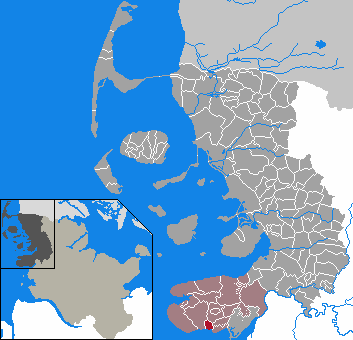
Localisation de Grothusenkoog (en rouge) dans l'arrondissement de Frise-du-Nord (en gris foncé) et l'amt d'Eiderstedt (en rose pâle).

Grothusenkoog est située sur la péninsule d'Eiderstedt, dans le nord du Land de Schleswig-Holstein, sur la côte de la mer du Nord. Tönning est distante de 13 km à l'est, la frontière avec le Danemark d'une soixante de km au nord. Administrativement, la commune fait partie de l'arrondissement de Frise-du-Nord et de l'amt d'Eiderstedt.
Avec 3,27 km2,, Grothusenkoog est la plus petite commune de l'amt d'Eiderstedt. En 2011, elle comptait 22 habitants, ce qui en faisait également la commune la moins peuplée.